# Samtgemeinde Grafschaft Hoya
Samtgemeinde Grafschaft Hoya er en Samtgemeinde ("fælleskommune" eller amt) i den nordlige del af Landkreis Nienburg/Weser i den tyske delstat Niedersachsen. Den ligger i floddalen til Weser, omkring 15 km nord for Nienburg, omkring midt mellem Bremen og Hannover. Navnet hidrører fra middelalderens grevskab Hoya.

## Inddeling
I Samtgemeinde Grafschaft Hoya ligger ti byer og kommuner:
- Hoya
- Bücken
- Eystrup
- Gandesbergen
- Hämelhausen
- Hassel
- Hilgermissen
- Hoyerhagen
- Schweringen
- Warpe